# Hi-5 Fiesta
Hi-5 Fiesta fue una serie de televisión argentina basada en la serie australiana Hi-5 creada por Helena Harris y Posie Graeme-Evans emitida también por Discovery Kids con una coproducción entre Argentina y México. La serie se estrenó el 15 de marzo de 2015. La primera temporada tuvo un preestreno el 22 de diciembre de 2014 con 25 episodios en un formato similar al de Hi-5 House, la primera temporada de esta versión se basa en las temporadas 8, 9 y 10 de Hi-5 Australia, que originalmente tenía 45 episodios.
El elenco se compone por Stefanía Roitman, Carolina Ayala, Adan Allende, Milena Martínes y Javier Ramírez Espinosa. La segunda temporada se estrenó el 24 de noviembre de 2015 en Argentina, empezó su rodaje a fines de julio de 2015 y fue terminada de rodar a fines de octubre de 2015. La primera y segunda temporada constaron de 25 episodios cada una basadas en las temporadas 8, 9 y 10 de Hi-5 Australia

## Historia
Se hizo un casting extenso para elegir a 5 personas de diferentes países latinoamericanos al final quedaron seleccionados Carolina Ayala y Adán Allende de México, Stefanía Roitman de Argentina, Milena Martines de Brasil y Javier Ramírez Espinosa de Colombia. Gracias al ya establecido éxito del programa por la versión australiana que consta de 17 temporadas, es que decidieron recurrir a los productores del proyecto original, quienes estuvieron presentes durante un casting para todos los países de la región en donde primero se eligieron 30 concursantes, aproximadamente 100 personas por país para finalizar en cuatro finalistas de cada lugar. Quisimos una versión propia que no ha salido en Latinoamérica y tuvimos el privilegio de tenerlo como exclusiva para adaptarlo con mucha libertad. No hubo mucho que discutir en el contenido pedagógico porque es realmente sólido en los guiones. Es muy diferente el niño en Australia que en Latinoamérica, aunque siempre se conservan pequeñas bases a través de la música o de las formas y los colores que son los patrones que siguen funcionando a través del tiempo, comentó Dario Giordano, presidente de Nuba producciones (responsable de la versión local de "Veloz mente"). Con un mínimo de un año de preparación y cuatro meses de preproducción es que se creó Hi-5 Fiesta, que contará con 25 capítulos para un objetivo de niños de dos a seis años. Las grabaciones fueron encarnadas durante tres meses en la ciudad de Buenos Aires con jornadas de 8 a 10 horas por episodio y un personal de más de 40 personas.
Es un honor participar en un formato donde nuestros talentos están expuestos todo el tiempo. Al niño no le gusta que lo traten como niño, los tratamos de igual a igual y le enseñas por medio de situaciones que a veces no se dan cuenta de que están aprendiendo, expresó el colombiano Javier Ramírez.
Las secciones serán Mueve tu cuerpo, Haciendo música, Formas en el espacio, Rompecabezas y números y Juego de palabras, además de que también darán vida a los títeres Charlafina (Un muñeco distinto a Chatterbox o Chini) y Jup Jup. La serie americana (USA) y las recientes temporadas australianas fueron dobladas en Chile por los estudios DINT. No se descartaría un acuerdo con Sony Music Argentina para la realización de su primer disco, con las primeras canciones, incluyendo versiones karaoke, con la música basada en las composiciones del músico australiano que ha hecho la mayoría de las canciones desde 1998. La serie todavía es un hit a nivel mundial, aunque ha tenido formaciones en Australia, los EE. UU. y el Reino Unido. No se descarta una versión hecha en España, que podría ser emitida en Clan (El canal infantil de TVE). Actualmente la serie se emite en Discovery Familiy.

## Etimología
Hi-5 Fiesta sigue teniendo los mismos segmentos, así como las versiones australiana, americana e inglesa. Para evitar comparaciones, la versión latina pasó a llamarse Hi-5 Fiesta , siendo el logotipo también modificado y el concepto de los episodios según el título de la canción.
- ¡Cinco arriba! (En inglés "Five In The Air") - Tema inicial de la serie cantado por los cinco integrantes de Hi-5.
- Canción de la semana - Canción que semanalmente los Hi-5 Cantan con base al tema de la canción, se desarrolla la historia en cada segmento.
- Juegos de Palabras:Encabezado por Stefi y Charlafina
- Formas espaciales :Encabezado por Javi
- Rompecabezas y patrones :Encabezado por Mile y Jup Jup
- Creando música : Encabezado por Doni (T1) y Rodri (T2).
- Movimientos corporales : Encabezado por Caro
- Compartiendo historias : En este segmento uno de los integrantes cuenta una historia con un valor como honetidad o amistad y los otros cuatro actúan como parte de la historia.

## Giras
En 2015, Se Hizo Su Unica Presentación en Vivo, en Unicenter, Argentina organizado por Discovery Kids. Mile, Javi, Stefi y Doni Estuvieron Presentes, Caro se ausentó por participaciones en otras series en doblaje, Analia (una miembro del equipo de grabación), la reemplazó ese día.
Únicamente cantaron "Cinco Arriba" (Five in the Air) y "La Gran Fiesta" (Party Street).

## Presentadores

### Integrantes
Miembros actuales
- Stefanía Roitman (temporada 1 y 2)
- Milena Martines (Temporada 1 y 2)
- Carolina Ayala (Temporada 1 y 2)
- Rodrigo Llamas (Temporada 2)
- Javier Ramírez Espinosa (Temporada 1 y 2)

### Antiguos miembros
- Adán Allende (Temporada 1)

### Voces de los títeres
- Charlafina ("Fina")
  - Voz de Carolina Ayala (Temporada 1 - 2)
- Jup-Jup
  - Voz de Javier Ramírez (Temporada 1 - 2)

## Canciones
Se planearon 25 episodios para cada temporada, al igual que Hi-5 House. Las canciones son remakes de las temporadas 8, 9 y 10 de Hi-5 Australia. Se pondrán dos años en paréntesis, el primero es el año que se grabó el segundo en el que se estrenó/estrenará.

### Temporada 1 (2014-2015)
- Rodaje: agosto-octubre de 2014
- Primera exhibición: 15/12/14 (Argentina)
- Exhibición en Latinoamérica: A partir de febrero de 2015.

Última temporada de Adán Allende 
- La gran fiesta (En inglés "Party street" temporada 9)
- Que feliz me siento (En inglés "Happy Today" temporada 9)
- Para y sigue (En inglés "Stop and go" temporada 9)
- Alrededor del mundo (En inglés "Around the world" temporada 9)
- Abracadabra (En inglés "Abracadabra" temporada 10)

### Temporada 2 (2015-2016)
- Rodaje: junio-agosto de 2015
- Primera exhibición: 21/12/15 (Argentina)
- Exhibición en Latinoamérica: A partir de enero de 2016
- Dia de pretender. (En inglés "Pretending day" temporada 8)
- ¿Ya llegamos?. (En inglés "Are we there yet?" temporada 8)
- Creciendo. (En inglés: when I grow up temporada 10)
- Saltar y gritar. (En inglés "Jump & shout" temporada 10)
- Maquina del tiempo. (En inglés "Time machine" temporada 9)